# Fossombronia leucoxantha
Fossombronia leucoxantha là một loài Rêu trong họ Fossombroniaceae. Loài này được (Lehm.) Gottsche, Lindenb. & Nees mô tả khoa học đầu tiên năm 1845.